# Pachyonychie congénitale

La pachyonychie congénitale est une maladie génétique atteignant l'ectoderme.
Les manifestations cliniques de cette maladie sont souvent évidentes dès les premiers mois de vie.
Cette maladie se caractérise par des ongles de grande taille et épais mais de mauvaise qualité, aux doigts et aux orteils, un épaississement de la peau au niveau de la plante des pieds, une leukératose buccale, une sudation excessive des mains et des pieds, et des petits kystes cutanés surtout au niveau du tronc, des pieds et des mains.
Dans le type 2, les autres signes cliniques comprennent de grands kystes pilo-sébacés, des cheveux crépus et l'existence de dents dès la naissance.
Il existe des manifestations dermatologiques proches de ce syndrome mais sans anomalies des ongles.

## Sources
- (en) Frances JD Smith, Roger L Kaspar, Mary E Schwartz, WH Irwin McLean, Sancy A Leachman, Pachyonychia Congenita in GeneTests: Medical Genetics Information Resource (database online). Copyright, University of Washington, Seattle. 1993-2006